# Річкова сітка
Річко́ва сі́тка (руслова́ сі́тка) — сукупність русел усіх водотоків на певній території; частина гідрографічної сітки. 
По річковій сітці відбувається стік атмосферних опадів і площинний змив. Залежить від складної взаємодії фізико-географічних умов, що визначають величину та інтенсивність надходження води на земну поверхню, умови стоку, стійкість гірських порід до розмиву. Характеризується довжиною та коефіцієнтом густоти. 
В Україні існує понад 71 тис. річок та водотоків (за деякими даними — 73 тис.), загальною довжиною 248 тис. км. З них понад 4 тис. річок мають довжину більше 10 км. Коефіцієнт густоти річкової сітки пересічно 0,25 км/км². Найрозвинутіша річкова сітка — в Карпатах, найменша — на півдні України. Між Дніпром та Сивашем поверхневих водотоків зовсім немає. 